# Gejdar Mamedaliev
Gejdar Nuraddin ogly Mamedaliev (in russo Гейдар Нураддин оглы Мамедалиев?; Qubadlı, 2 aprile 1974) è un ex lottatore russo, di origine azera, specializzato nella lotta greco-romana.

## Palmarès

### Olimpiadi
- 1 medaglia:
  - 1 argento (Atene 2004 nei 55 kg)

### Mondiali
- 1 medaglia:
  - 1 oro (Mosca 2002 nei 55 kg)

### Coppa del Mondo
- 1 medaglia:
  - 1 oro (Almaty 2003 nei 55 kg)